# エセン・トポエフ
エセン・トポエフ（1952年2月28日 - ）は、キルギス共和国の軍人、政治家。参謀総長、国防相等を歴任。上級大将。

## 経歴
キルギス・ソビエト社会主義共和国クィズィル・キヤ市出身。
1973年、タシケント高等諸兵科指揮学校を卒業。
- 1973年～1976年 - 南部軍集団で小隊長
- 1976年～1982年 - 北カフカーズ軍管区で砲兵中隊長、中隊長、自動車化狙撃連隊参謀次長
- 1982年～1985年 - M.V.フルンゼ名称軍事アカデミー（ロシア語版、英語版）の聴講生
- 1985年～1992年 - 極東軍管区の連隊参謀長、自動車化狙撃連隊長、機関銃・砲兵連隊長
- 1992年 - 極東管区キルギス共和国国家委員会対外関係課先任将校
- 1992年～1993年 - 第8親衛自動車化狙撃師団副師団長
- 1993年～1995年 - ロシア連邦軍参謀本部軍事アカデミーの聴講生
- 1995年～1999年 - キルギス共和国軍参謀本部作戦局長/参謀次長、参謀総長/国防第一次官
- 1999年 - 大統領国家警護長兼キルギス安全保障会議書記

1999年8月29日、国防相に任命。

## パーソナル
三等「ソ連軍における祖国への奉仕に対する」勲章、7個のメダルを受章。G.K.ジューコフ賞を受賞。
ロシア安全保障・国防・法秩序アカデミーの正会員、教授。